# Björgólfur Hideaki Takefusa
Björgólfur Hideaki Takefusa, né le 11 mai 1980, est un footballeur international islandais actif de 1998 à 2017 au poste d'attaquant. 
Il compte trois sélections pour aucun but en équipe nationale entre 2003 et 2009.

## Biographie

### Équipe nationale
Björgólfur Hideaki Takefusa est convoqué pour la première fois par les sélectionneurs nationaux Ásgeir Sigurvinsson et Logi Ólafsson (en) pour un match amical face au Mexique, le 19 novembre 2003 à San Francisco. Il entre à la 80e minute et cette première confrontation entre le Mexique et l'Islande se solde par un score nul et vierge.
Il faut attendre six années pour le revoir à l'occasion de deux matchs amicaux : le sélectionneur Ólafur Jóhannesson l'aligne le 9 septembre 2009 comme remplaçant et le fait entrer à la 84e minute contre la Géorgie, un match se soldant par une victoire sur le score de 3-1 ; puis le 10 novembre 2009, contre l'Iran à Téhéran, il rentre à la 85e minute mais il ne peut pas empêcher la défaite islandaise. 
Il compte 3 sélections et aucun but avec l'équipe d'Islande entre 2003 et 2009.

## Palmarès

### En club
- Vainqueur de la Coupe de la Ligue en 2010 avec le KR Reykjavik

### Récompenses
- Meilleur buteur du Championnat d'Islande en 2003 (10 buts) et 2009 (16 buts)